# Kamila Štěpánová
Kamila Štěpánová (Tábor, 3 dicembre 1988) è un'ex cestista ceca.

## Carriera
Con la Rep. Ceca ha disputato due edizioni dei Campionati europei (2015, 2019).